# Mstislav Rostropóvitx
Mstislav Leopóldovitx Rostropóvitx, rus: Мстисла́в Леопо́льдович Ростропо́вич,, (Bakú, República Democràtica de l'Azerbaidjan, 27 de març de 1927 - Moscou, Rússia, 27 d'abril de 2007) fou un músic d'origen soviètic, nacionalitzat estatunidenc, considerat el millor violoncel·lista de la seva generació. Va mantenir sempre un compromís social a favor de les llibertats i contra la Unió Soviètica. Estigué casat amb la soprano russa Galina Višnevskaja i hi tingué dues filles: Olga i Helena.

## Biografia
Va néixer el 27 de març de 1927 a Bakú, República Democràtica de l'Azerbaidjan (actualment Azerbaidjan), en una família de músics -tant el seu pare com el seu avi tocaven el violí-, i va estudiar al Conservatori de Moscou, on més tard va treballar com a professor.

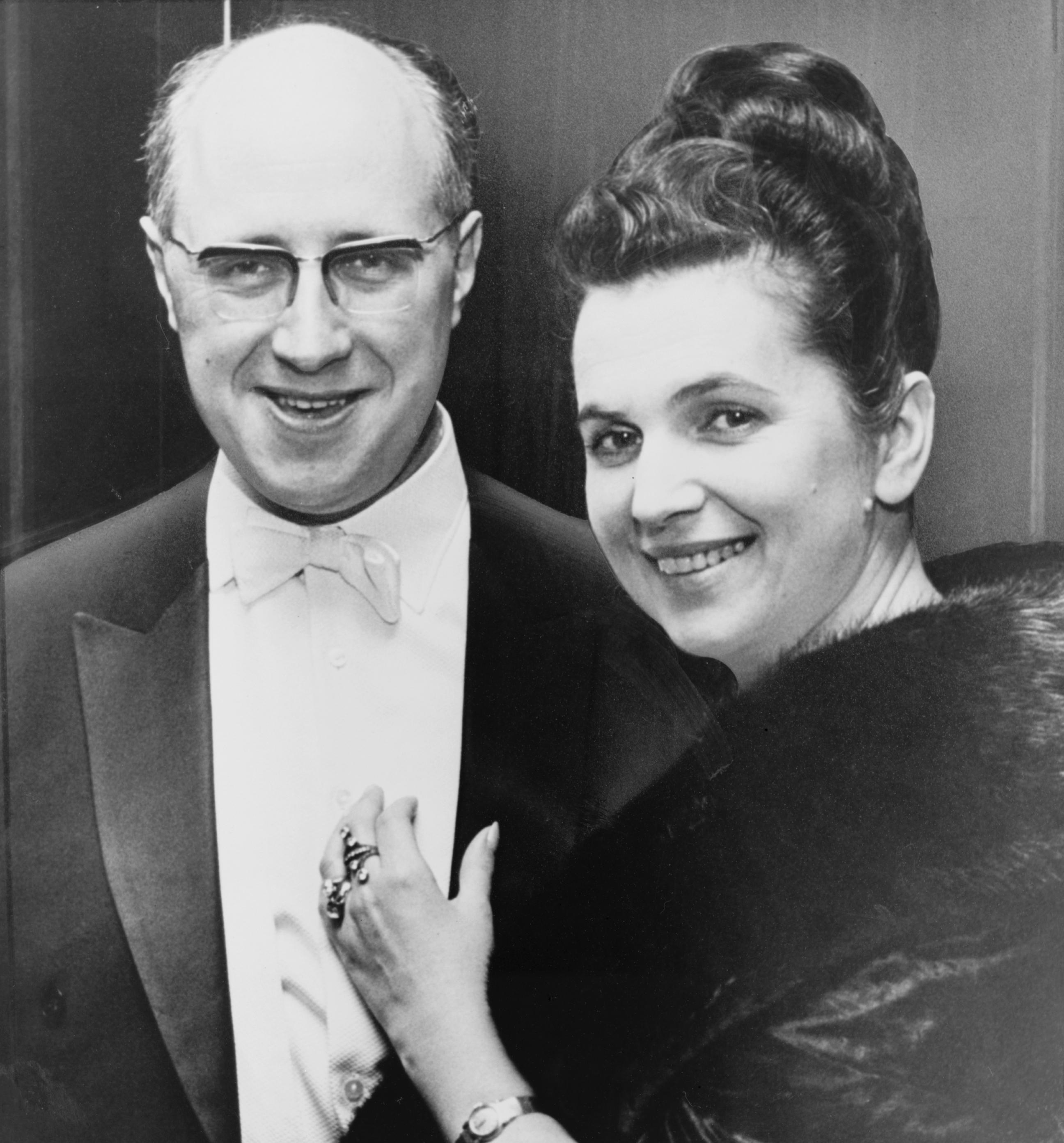
Amb la seva esposa i cantant Galina Vixnévskaia

Va aprendre a tocar el piano a l'edat de quatre anys i el violoncel als set. Debutà com a concertista de violoncel el 1942 i posteriorment guanyà el primer premi en el Festival Internacional de Música de Praga i Budapest el 1947, 1949 i 1950. Malgrat ser conegut bàsicament com a violoncel·lista, també va oferir recitals de piano acompanyant a la seva dona, la cantant Galina Višnevskaja. Considerat un dels millors violoncel·listes de tota la història ha estrenat obres per a aquest instrument dels principals compositors del segle xx, com la Simfonia concertant en mi menor, op. 125, (1952) de Serguei Prokófiev; els dos concerts per a violoncel (1959 i 1966) de Dmitri Xostakóvitx; i la Cello Symphony (1963), la Sonata per a violoncel i piano (1961) i les Suites per a violoncel (1964, 1967 i 1971) de Benjamin Britten.

### Exili
Després d'haver-li estat concedit el Premi Lenin, màxim guardó soviètic, el 1963 va defensar de forma pública l'escriptor dissident Aleksandr Soljenitsin. El 1974 Rostropóvitx i la seva esposa van abandonar l'URSS i el 1978 se'ls va retirar la nacionalitat soviètica. Van emigrar als Estats Units i el 1977 va ser nomenat director de l'Orquestra Simfònica de Washington DC. L'any 1990 va ser convidat a actuar amb aquesta orquestra a la Unió Soviètica, ocasió en la qual els va ser retornada la nacionalitat soviètica a ell i a Galina Vixnévskaia. Des de la seva posició, internacionalment reconeguda, com a mestre de la música utilitzà el seu càrrec d'ambaixador de bona voluntat de la UNESCO per divulgar el caràcter de concòrdia que té la música arreu del món.
Va morir el 27 d'abril de 2007 a l'Institut Oncològic Blokhim de Moscou a causa del càncer que patia. Tenia 80 anys. Va ser enterrat al cementiri de Novodévitxi de la capital.

## Premis
El 1966 va rebre el títol d'Artista del Poble de l'URSS, el Premi Lenin el 1964 i el Premi Stalin el 1951. El 1992 li fou concedit el Premi Internacional Catalunya atorgat per la Generalitat de Catalunya.
El 1993 li fou concedit el Praemium Imperiale, una distinció que reconeix els mèrits d'artistes en diferents camps, com la pintura, música, escultura, cinema i arquitectura. El premi va ser creat el 1989 per la «Japan Art Association». Aquesta distinció es lliura en una cerimònia al Meiji Memorial Hall de Tòquio que té lloc en el mes d'octubre. La seva quantia econòmica és de 125.000 dòlars.
El 1997 el Premi Príncep d'Astúries de la Concòrdia juntament amb Yehudi Menuhin “pel seu compromís personal amb el qual han realitzat les millors aportacions a la llibertat, la defensa dels drets dels febles i de les causes més nobles, i que amb la universalitat de la seva música han contribuït a més a l'harmonia i la concòrdia dels pobles”.

### Premis de la música
- El 1981 fou guardonat amb el Premi musical Léonie Sonning
- El 1995 fou guardonat amb el Premi Polar de la Música concedit pel govern de Suècia juntament amb el cantant britànic Elton John.

Al llarg de la seva carrera guanyà cinc Premis Grammy:
- 1970 - Millor interpretació clàssica instrumental (solista o solistes) per Brahms: Double Concerto (Concerto In A Minor For Violin And Cello) (amb David Óistrakh)
- 1977 - Millor Àlbum Clàssic per Concert Of The Century (amb Isaac Stern, Leonard Bernstein, Vladimir Horowitz i Yehudi Menuhin)
- 1980 - Millor interpretació clàssica instrumental (solista o solistes) per Brahms: Violin And Cello Concerto In A Minor (Double Concerto) (amb Itzhak Perlman)
- 1983 - Millor interpretació de música de cambra per “Brahms: Sonata For Cello And Piano In E Minor, Op. 38 And Sonata In F, Op. 99” (amb Rudolf Serkin)
- 2003 - Millor interpretació solista instrumental (amb orquestra) per “Britten: Violin Concerto/Walton: Viola Concerto”